# Grad Brix
Grad Brix (auch °Brix, °Bx, Brix, %Brix; nach dem preußischen Ingenieur Adolf Ferdinand Wenceslaus Brix, der sie 1870 entwickelte) oder Grad Brix-Fischer ist eine Maßeinheit der relativen Dichte von Flüssigkeiten.
Sie wird vorwiegend in der Obstindustrie verwendet, in englischsprachigen Ländern auch für das Bestimmen des Mostgewichtes zur Weinherstellung – also für Fruchtsäfte, Getränke und allgemein Zuckerhaltiges. Da diese mengenmäßig neben Wasser hauptsächlich verschiedene Zucker enthalten (vor allem Glucose, Fructose, Saccharose), wird mit der Dichte auch ungefähr der Zuckergehalt angegeben.
Zur Dichtemessung von Speiseölen wurde früher auch die Fischer-Ölwaage verwendet, benannt nach dem deutschen Mechanikus Carl Fischer, die dieselbe Gradeinteilung wie das Brix-Aräometer aufweist.

## Bestimmung

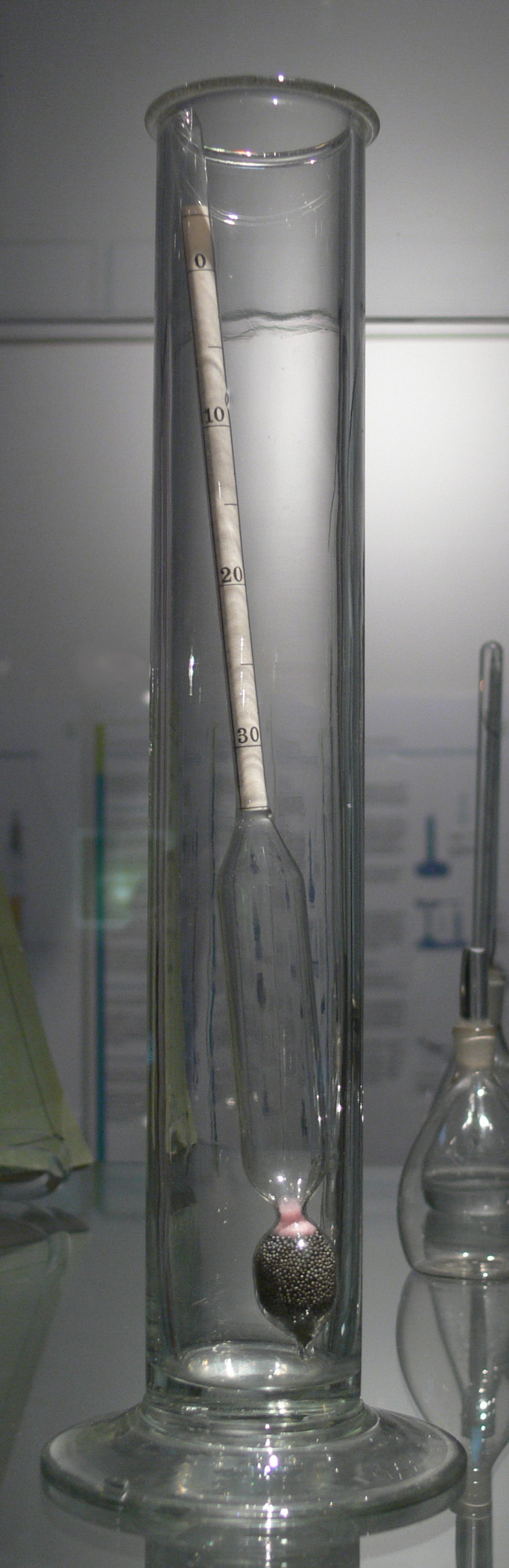
Aräometer, um 1920, Zucker-Museum Berlin.
Um den Gehalt an Rübenzucker (Trockensubstanz) einer Probelösung zu bestimmen, wird die Lösung in den Zylinder gefüllt, bis das Aräometer den Boden gerade nicht mehr berührt (also „schwimmt“). Die Eintauchtiefe der Spindel zeigt dann an der Skala den Trockensubstanzgehalt in Grad Brix an: Je geringer der Zuckergehalt und damit die Dichte der Lösung ist, desto weiter taucht die Spindel ein.

Eine Angabe in Grad Brix bedeutet: Die Dichte der gemessenen Flüssigkeit entspricht der Dichte einer Lösung von Saccharose in Wasser, die so viele Gramm Saccharose pro 100 g Lösung enthält, wie die Gradangabe nennt:
{\displaystyle \rho [{\text{x °Brix}}]=\rho \left[{\frac {{\text{x}}\,{\text{g}}_{\text{Sacc}}}{100\,{\text{g}}_{\text{Lsg}}}}\right]}
Beispielsweise hat eine Flüssigkeit
- ein Grad Brix, wenn sie dieselbe Dichte hat wie eine Lösung von 1 g Saccharose in 100 g Saccharose/Wasser-Lösung (1 g Saccharose auf 99 g Wasser)
- zehn Grad Brix, wenn ihre Dichte die einer Lösung von 10 g Saccharose in 100 g Saccharose-Wasser-Lösung ist (10 g Saccharose auf 90 g Wasser, entspricht einer zehnprozentigen Lösung).

Saccharoselösung ist hierbei nur die Vergleichssubstanz, die untersuchte Flüssigkeit muss keine Saccharose enthalten.

## Beispiele
In der folgenden Tabelle werden die Brix-Werte von einigen Obstsorten und Gemüsearten aufgeführt. Hohe Brix-Werte deuten dabei auf einen süßeren Geschmack und bessere Haltbarkeit hin und geben somit Aufschluss über die Qualität.
|                   | niedrig | Normal | hoch | extrem hoch |
| Obst              | Obst    | Obst   | Obst | Obst        |
| ----------------- | ------- | ------ | ---- | ----------- |
| Erdbeere          | 8       | 12     | 16   | 18          |
| Aronia            | 10      | 12     | 16   | 18          |
| Apfel             | 6       | 10     | 14   | 18          |
| Blaubeere         | 4       | 8      | 16   | 22          |
| Brombeere         | 6       | 8      | 12   | 14          |
| Cantaloupe-Melone | 8       | 12     | 14   | 18          |
| Honigmelone       | 8       | 10     | 14   | 16          |
| Wassermelone      | 8       | 12     | 16   | 18          |
| Weinbeere         | 8       | 12     | 18   | 22          |
| Himbeere          | 6       | 8      | 12   | 14          |
| Kirsche           | 6       | 8      | 14   | 16          |
| Birne             | 6       | 10     | 14   | 16          |
| Orange            | 6       | 10     | 16   | 20          |
| Gemüse            |         |        |      |             |
| Kartoffel         | 3       | 5      | 7    | 10          |
| Endivie           | 4       | 6      | 10   | 12          |
| Spargel           | 4       | 6      | 8    | 10          |
| Bohne             | 4       | 8      | 10   | 12          |
| Broccoli          | 6       | 8      | 10   | 12          |
| Erbse Ackererbse  | 4       | 6      | 10   | 12          |
| Markerbse         | 8       | 10     | 12   | 14          |
| Blumenkohl        | 4       | 6      | 8    | 10          |
| Kohl              | 6       | 10     | 12   | 14          |
| Steckrübe         | 4       | 6      | 8    | 10          |
| Kohlrabi          | 6       | 8      | 10   | 12          |
| Rote Rübe         | 6       | 8      | 12   | 14          |
| Mais              | 6       | 10     | 18   | 24          |
| Zuckermais        | 6       | 10     | 18   | 24          |
| Paprika           | 4       | 6      | 8    | 12          |
| Pfefferschote     | 4       | 6      | 8    | 10          |
| Petersilie        | 4       | 6      | 8    | 10          |
| Sellerie          | 4       | 6      | 10   | 12          |
| Salat             | 4       | 6      | 8    | 10          |
| Tomate            | 4       | 6      | 10   | 14          |
| Zwiebel           | 4       | 6      | 10   | 12          |
| Möhre             | 4       | 8      | 14   | 18          |